# Kap Keeler
Das Kap Keeler ist ein vereistes Kap, das an der Wilkins-Küste des Palmerlands auf der Antarktischen Halbinsel die Einfahrt zum Delisle Inlet im Süden von derjenigen des Revelle Inlet im Norden trennt. Die Landspitze steigt nordwestwärts bis auf 520 m Höhe an.
Entdeckt wurde das Kap am 20. Dezember 1928 bei einem Überflug des australischen Polarforschers Hubert Wilkins. Wilkins benannte das Kap nach Fred E. Keeler, damaliger Hauptaktionär des Flugzeugherstellers Lockheed, mit deren Modell Lockheed Vega Wilkins seinen Antarktisflug unternommen hatte. Das Kap war Standort einer meteorologischen Beobachtungsstation bei der Ronne Antarctic Research Expedition (1947–1948).